# ایمی‌پرامین‌اکسید
ایمی‌پرامین‌اکسید (با نام‌های تجاری Imiprex, Elepsin)، یا ایمی‌پرامین ان-اکسید، یک داروی ضدافسردگی سه‌حلقه ای (TCA) است که در اروپا در دهه ۱۹۶۰ برای درمان افسردگی معرفی شد.
ایمی‌پرامین‌اکسید هم آنالوگ و هم متابولیت ایمی‌پرامین است و تأثیرات مشابهی با آن دارد. با این حال، در آزمایشات بالینی، مشخص شد که ایمی‌پرامین‌اکسید دارای شروع اثر سریعتر، اثربخشی کمی بیشتر و عوارض جانبی کمتر است، از جمله Orthostatic hypotension و اثرات آنتی کولینرژیک مانند خشکی دهان، تعریق، سرگیجه و خستگی.